# فردریک ادگورت مورگان
فردریک ادگورت مورگان (انگلیسی: Frederick E. Morgan; ۵ فوریهٔ ۱۸۹۴ – ۱۹ مارس ۱۹۶۷) فرد نظامی اهل بریتانیا بود. وی همچنین برندهٔ جوایزی همچون لژیون دونور (فرمانده) شده‌است.